# サミュエル・ヘンリー
サミュエル・ヘンリー（Samuel Henley, D.D.、1740年 – 1815年）は、イングランドの聖職者、学校教師、カレッジ学長、好古家、文人。

## 生涯
イングランドに生まれたヘンリーは、バージニア植民地ウィリアムズバーグのウィリアム・アンド・メアリー大学の道徳哲学教授に招聘されたところから学者としての経歴を歩み始めた。ヘンリーは、1770年に現地に到着した。バージニアに定着したヘンリーは、トーマス・ジェファーソンと知り合い、その蔵書の一部を譲り受けた。ヘンリーは、ロバート・カーター・ニコラス・シニア (Robert Carter Nicholas, Sr.) やジョン・ペイジ (John Page) と公開討論で対立し、ブルートン教区教会 (Bruton Parish Church) の教区牧師 (rector) になれなかった。
1775年、ロイヤリスト（忠誠派）であったヘンリーは大学から休暇をとり、イングランドへ帰国し、その後は再び北米に戻ることはなかった。ヘンリーはバージニア植民地の総督であった第4代ダンモア伯ジョン・マーレイを支持していたため、同僚であったトマス・グワトキン (Thomas Gwatkin) とともに、武装した男たちに大学を去ることを強要されたのであった。ヘンリーは、とりあえずハーロー校で助教の職を得、間もなくミドルセックス州ノーソール (Northall) で教区副牧師 (curate) となった。1778年、ロンドン考古協会のフェロー (FSA) に選出され、その4年後にはサフォーク州レンドルシャム (Rendleshamに住居を提供された。その後も、ヘンリーは多くの時間をハーローで過ごした
ヘンリーは、マイケル・タイソン (Michael Tyson、リチャード・ゴフ (Richard Gough、ドーソン・ターナー (Dawson Turner, トマス・パーシー (Thomas Percy) や、その他様々な等の学者たちと、多数の書簡類をやりとりしていた。1805年、ヘンリーは、ハートフォードシャー州に新設された東インド会社カレッジの校長に任命された。ヘンリーはこの職を1815年1月に辞職し、同年12月29日に死去した。なお、ヘンリーは1780年に、ウィルトシャー州チッペナム (Chippenham) のトマス・フィギンズ (Thomas Figgins, esq.) の娘と結婚していた

## 業績
1779年、ヘンリーは、ヘンリー・スウィンバーン (Henry Swinburne) の『Travels in the Two Sicilies』の編集を行なった。
1784年、ヘンリーは、ウィリアム・トマス・ベックフォードが執筆したものの未発表のままであった小説『ヴァセック (Vathek)』を英語に翻訳し、注釈付きで出版した。フランス語で書かれたオリジナルは、1787年まで出版されなかった。古物研究家のスティーヴン・ウェストン (Stephen Weston) は、1784年の『ジェントルマンズ・マガジン (The Gentleman's Magazine)』紙上で、『ヴァセック』は「読者一般に注釈の部分に記された情報を伝えようとする目的で」ヘンリー自身によって綴られたテキストであると述べた。これに対してヘンリーは、この本は未発表のフランス語作品の単なる翻訳以上のものではないと応答した。著者ベックフォードは、1815年にフランス語版を出版した際の序文で、英語訳版が先に出版されたことに触れ、それがベックフォード自身の意図ではなく、「公開するにはとるに足らない程度の (peu intéressantes pour le public)」事情のためであったことを記した。
ヘンリーは、しばしば『マンスリー・マガジン (Monthly Magazine)』紙に寄稿していた。また、しばしば短い詩を、友人たちの間にだけ流通する形で発表していた。

## 関連文献
- Edward Alfred Jones (1918), Two Professors of William and Mary College (Thomas Gwatkin and Samuel Henley)
- Mellen Chamberlain, “Sketch of Life of Rev. Sameul Henley,” Proceedings of the Massachusetts Historical Society, 15(1877), 230-242
- Fraser Neiman, “The Letters of William Gilpin to Samuel Henley,” Huntington Library Quarterly, 35: 2 (February 1972), 159-169
- Arthur Sherbo, “Samuel Henley, Translator of Vathek,” Shakespeare’s Midwives: Some Neglected Shakespeareans (Newark, DE: University of Delaware Press, 1992)
- George Morrow II, Of Heretics, Traitors and True Believers: The War for the Soul of Williamsburg (Williamsburg: Telford, 2011)
- Terry L. Meyers, "Samuel Henley's 'Dark Beginnings' in Virginia," Notes and Queries, 59 (September 2012), 347-350.